# Delfos
|  | Per a altres significats, vegeu «Delfos (desambiguació)». |

Delfos (grec antic: Δελφοί, llatí: Delphi) fou un recinte sagrat de l'antiga Grècia situat a la regió de la Fòcida. Era famós pel santuari d'Apol·lo, la seu del famós oracle de Delfos, i un dels llocs sagrats més importants de l'antiguitat.
Actualment conforma un gran espai arqueològic, amb milers de visitants diaris, i forma part del Parc Nacional del Parnàs. L'indret està reconegut per la UNESCO com a Patrimoni de la Humanitat per la gran influència que va tenir en el món antic, i per la rellevància i monumentalitat de les seves restes arqueològiques i de les seves troballes, producte de l'afany que hi posaren les ciutats gregues més importants de l'antiguitat com a símbol de la unitat hel·lènica.

## Geografia
Les restes de la ciutat estan situades a la vall del Pleitos, a un costat del mont Parnàs i a un altre del Cirfís. A la banda del Parnàs, una paret de roca de sis metres (les roques Fedríades) mira al sud i baixava cap al Pleitos. Delfos era enmig de les dues estivacions muntanyenques, i els antics comparaven la seva posició a un teatre. A partir de l'edat mitjana, el santuari s'abandonà gradualment, i es construí una vila sobre les ruïnes, que s'anomenà Kastrí; al segle xix, els ciutadans es reallotjaren en una nova població mig quilòmetre a l'oest per poder dur a terme les excavacions, població que actualment s'anomena Delfi, i que forma part del municipi homònim, amb capital a Amfissa.
La ciutat era quasi inaccessible però tenia tres camins que hi portaven: un de Beòcia, anomenat Skiste, a l'est, i dos més a l'oest d'Amfissa i de Crissa. Els peregrins que venien de Crissa ho feien pel tercer camí. L'únic costat de la ciutat no defensat per accidents naturals era el sud on s'havia construït una muralla. La ciutat era petita i no tenia més de 3 km de circuit. El temple era sota la ciutat a tocar de les roques de Fedríades, en el bell mig de les construccions sagrades o recinte del temple, recinte envoltat per una muralla i travessat per la via sagrada, flanquejada dels edificis dels tresors dels pobles vinculats a l'oracle; la via sagrada arribava al temple, hexàstil d'ordre dòric, i donava entrada a un recinte soterrani on, davant l'òmfal, la pítia, després de beure aigua de la font Castàlia, feia la seva profecia enmig d'emanacions gasoses que sortien d'una clivella de la roca.

## Història
La mitologia diu que Delfos va pertànyer a diversos déus abans d'esdevenir possessió d'Apol·lo. Èsquil diu que va pertànyer a Gea, Temis, i al Tità Febos, que la va donar a Febus quant va arribar de Delos; Pausànias diu que fou un oracle de Posidó i de Gea, que aquesta va donar la seva part a Temis i Temis a Apol·lo, que més tard va obtenir de Posidó l'altra part a canvi de l'illa de Calaurea. L'oracle es deia Pitó i Delphi era la ciutat. L'oracle consultat a les llegendes és sempre el de Pitó. La llegenda de la fundació del temple se sap per Homer que diu que Apol·lo volia fundar un oracle i va arribar a Crissa prop del mont Parnàs i li va agradar el lloc i va començar a construir el temple que es va acabar sota la direcció de dos germans, Trofoni i Agamedes. Apol·lo va matar les serps que infectaven el lloc i a un monstre (la serp Pitó), i va obrir el temple que fou anomenat de Pitó, i el seu déu Pitó. Apol·lo es va convertir en dofí per atraure un vaixell cretenc, la tripulació del qual volia utilitzar com a sacerdots; els cretencs van desembarcar i van fundar Crissa i se'ls va encarregar ser sacerdots del temple i que adoraren al déu sota el nom d'Apol·lo delfínic per rememorar la seva conversió en dofí, d'on va venir el nom Delphi. No obstant la llegenda és probablement sense fonament i mai hi va haver una colònia cretenca a Crissa.

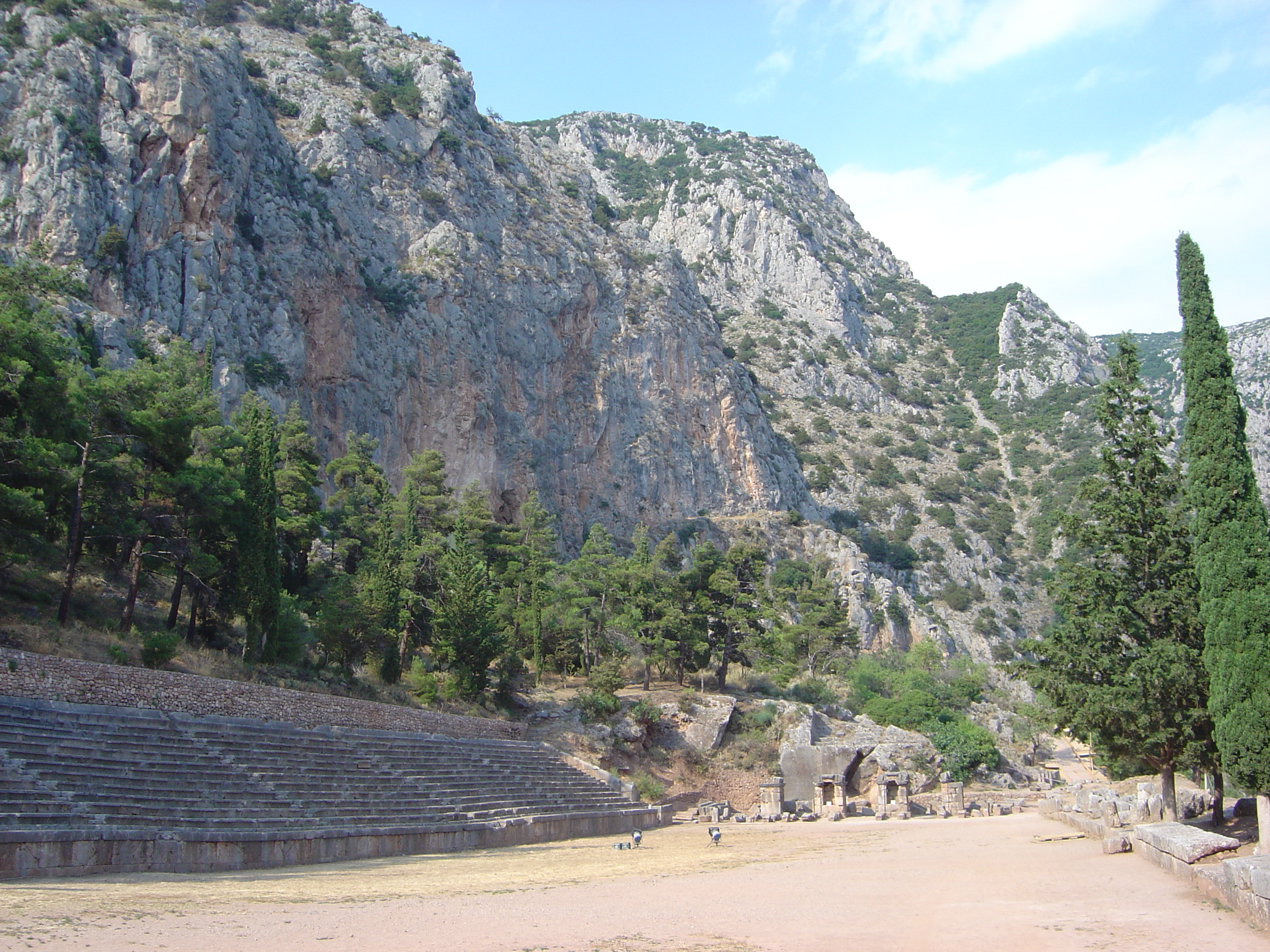
Vista de l'estadi del santuari de Delfos, usat pels jocs pitis. Els esglaons de pedra van ser afegits pels romans.

Crissa tenia el domini sobre el santuari de Pitó i quant el consell de l'Amficcionia va començar a tenir les seves reunions de primavera al lloc va conservar el domini i de fet va esdevenir en guardiana del temple. Al tomb del santuari es va formar una ciutat que aviat va reclamar administrar el temple sense intervenció de Crissa; al mateix temps Cirrha, el port de Crissa, es va fer més gran que la mateixa ciutat la qual va entrar en decadència, mentre Delphi i Cirrha augmentaven. Vers el 595 aC Crissa era ja segurament una ciutat poc important. En aquest any Cirrha fou destruïda per ordre del consell amfictiònic i la plana de Cirrha fou declarada sagrada i al servei del temple. Des de llavors es van celebrar un jocs anomenats jocs pitis, que es van fer sota direcció del consell amfictiònic cada quatre anys, essent els primers el 586 aC. A la plana de Cirrha es feien les exhibicions de cavalls de raça i altres animals i hi havia l'hipòdrom i l'estadi (aquest darrer fou traslladat més tard a la ciutat de Delfos. Vers aquesta època Delfos ja era una ciutat estat independent governada per magistrats naturals de la ciutat.
La població de Delfos venia en gran part de Licorea, una ciutat al Parnàs fundada per Licoreu, dirigits per Decaulió, suposat cap de la noblesa local. Cinc sacerdots locals, anomenats Hosioi, eren elegits entre la descendència de Decaulió i eren els caps de l'oracle i el temple. Aquesta ciutat de Licorea se suposa que fou una ciutat dòria i que els habitants de Delfos tenien doncs aquest mateix origen (se sap que parlaven dòric, i certament no eren focis).

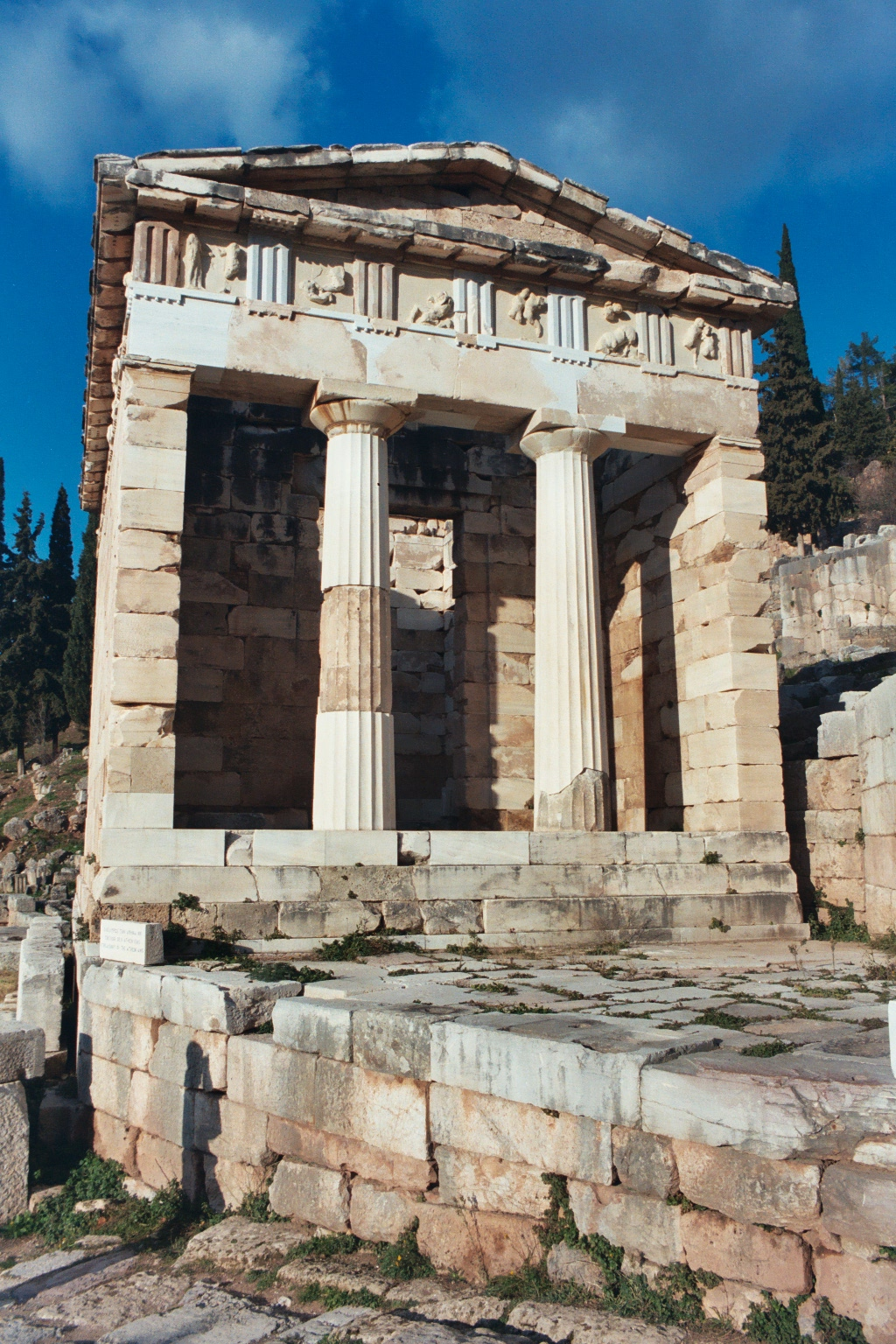
El tresor d'Atenes, construït per commemorar la seva victòria a la batalla de Marató.

El govern de Delfos va ser sempre en mans de les famílies nobles que a més a més tenien el control de l'oracle. Més tard entre els nobles es van elegir els magistrats i entre aquests s'elegia un rei, més tard anomenat prità. Als darrers temps apareixen uns arconts i un senat.
El govern de Delfos era teocràtic. El temple i el seu déu posseïen extens dominis de terra que eren conreats per esclaus del temple; a més a més els sacerdots rebien regals de reis i homes rics d'arreu del món que anaven a consultar l'oracle, i oferien sacrificis. La riquesa de la ciutat va fer decadents als ciutadans. L'oracle es consultava des del segle viii aC i la fama es va estendre ràpidament per les nacions veïnes; alguns reis o personatges rellevants enviaven ambaixades a preguntar el parer del déu. Quasi totes les colònies gregues foren fundades sota la influència de l'oracle que de vegades les recomanava i d'altres fins i tot les ordenava, i després Apol·lo esdevenia el patró de les noves colònies. Giges de Lídia va fer importants donacions al temple, però les més importants donacions foren les de Cressos. La ciutat etrusca de Cere (Agil·la, en grec) tenia un tresor a Delfos. Fins i tot el darrer rei de Roma va consultar l'oracle del déu del temple.
El 548 aC el temple fou destruït pel foc. El consell amfictiònic va decidir reconstruir-lo molt més gran i magnificent. Delfos havia de pagar ¼ del cost i la resta l'havien de pagar altres ciutats i regnes; el cost fou de 300 talents i l'execució fou encarregada a la família atenenca dels Alcmeònides, que llavors vivien a l'exili. L'arquitecte fou el corinti Espíntar. Molta part fou feta amb marbre de Paros.
El 480 aC els perses van arribar davant Delfos. Els ciutadans van fugir a la muntanya però l'oracle va prohibir moure els tresors del temple. Sis habitants van restar a Delfos per defensar el temple. Quan els perses avançaven, es va sentir un tro espectacular i unes pedres van caure de la muntanya i van aixafar molts perses; aquests, plens de pànic, van fugir i foren perseguits per dos guerrers de gran mesura que els habitants van dir que eren els herois Fílac i Autònous, els santuaris dels quals eren a prop.
El 373 aC fou destruït per un terratrèmol però reconstruït.
El 357 aC els focis foren sentenciats pel consell amfictiònic a pagar una gran multa per haver conreat part de la plana sagrada de Cirrha. El cap focidi Filomel, va convèncer els seus compatriotes de completar el suposat sacrilegi ocupant el temple de Delfos; Filomel va portar a terme la conquesta i es va apoderar de tots els tresors. Això va originar la guerra sagrada. Els focis primer no volien utilitzar els tresors, però després, sota pressió de tebans i locris, van convertir els tresors en diners per pagar als soldats. Filip II de Macedònia, general del consell amfictiònic, va guanyar la guerra i va retornar el temple a lliga amfictionia (346 aC), amb els tresors que restaven. Els focis van ser sentenciats a retornar els tresors (uns 10.000 talents) amb pagaments anuals, però eren massa pobres per poder pagar una quantitat tan gran.
Un nou terratrèmol el va damnar el 330 aC i fou reconstruït pels arquitectes Xenòdor, Agató i Espíntar de Corint.
El 279 aC Delfos fou atacat pels gals (gàlates) dirigits per Brennus, temptat per les suposades riqueses del temple (que ja no eren les mateixes després del 346 aC) però fou rebutjat de manera sobrenatural com ho foren abans els perses, al caure grans roques des de les muntanyes.
El segle iii aC va rebre el patronatge dels reis de Pèrgam. Durant el segle va passar a control de la Lliga Etòlia fins que el 189 aC va caure en mans de Roma.
Més tard, el 86 aC, fou saquejat per Sul·la que també havia saquejat Olímpia i Epidaure. En aquesta època ja era molt pobre.
Encara a la meitat del segle I fou saquejat per Neró que es va empotar 500 estàtues de bronze, va separar la plana de Cirrha que va repartir entre els seus soldats, i va abolir l'oracle. Però Hadrià més tard el va restaurar i va tornar a tenir un cert renom i esplendor per un temps. En temps de Caracal·la va deixar d'emetre moneda a Delfos. Constantí es va emportar algunes figures per la seva nova capital. Julià l'Apòstata va consultar encara l'oracle, però finalment fou suprimit per Teodosi el Gran el 385 dC al prohibir el culte pagà.

## Descripció
Els llocs principals de Delfos foren:
- Les murades de Filomel
- Les roques Fedríades
- El temple d'Atena Prònaia
- La font de Castàlia
- El gimnàs
- L'estadi
- El recinte sagrat

Dins el recinte sagrat cal esmentar:
- El temple d'Apol·lo
- El gran altar
- Els tresors: dels Beocis, dels Tebans, dels Sifnis...
- El Buleuteri
- L'estoa dels atenesos
- L'estoa d'Àtal I
- La tomba de Neoptòlem
- La Lesque dels cnidis
- La Columna de Prúsies II
- El Teatre

Delfos fou explorada per primer cop el 1676 per Spon, i el 1756 per Chandler. Més tard es van fer altres exploracions més científiques dirigides per l'escola francesa d'estudis clàssics d'Atenes (la mateixa que els va fer a Delos) entre 1861 i 1880, en què una disputa entre els francesos i els grecs va aturar els permisos, disputa que es va resoldre el 1891. Des de llavors les excavacions no han parat.